# Marianne Jean-Baptiste
Marianne Jean-Baptiste (Londres, Anglaterra, 26 d'abril de 1967) és una actriu anglesa d'ascendència d'Antigua i Barbuda i de Saint Lucia.

## Biografia
Formada a la Royal Academy of Dramatic Art de Londres, treballa a l'escena del Royal Nacional Theatre. L'any 1994, és nominada pels premis Ian Charleson per la seva actuació a Mesura a mesura, amb la companyia internacional Cheek by Jowl de Declan Donnellan i Nick Ormerod.
Autora i compositora, Marianne Jean-Baptiste va gravar un àlbum de cançons blues i compost el títol musical per al film de Mike Leigh Career Girls estrenada l'any 1997. L'any 1999, actua al teatre dels Bouffes du Nord a París, a una producció en llengua francesa de Peter Brook Le Costume, una peça d'un acte de Barney Simon i Mothobi Mutloatse, basada en la història de Can Themba, on encarna Matilda. És també aclamada per al seu paper de Doreen Lawrence a The Murder of Stephen Lawrence de Paul Greengrass l'any 1999.
De 2002 a 2009, encarna l'agent de l'FBI Vivian Johnson a Without a Trace. Després d'algunes aparicions d'altres sèries de televisió (Secrets in the Walls, Harry's Law, Sons of Anarchy, Believe), s'uneix al repartiment de la 2a temporada de Broadchurch l'any 2014.
L'any 2013, el públic del Theatre Nacional de Londres la troba al paper de la germana Margaret Alexander a The Amen Corner de James Baldwin, sota la direcció de Rufus Norris.
Està casada amb un ballarí de ballet anglès, Evan Williams, amb qui ha tingut dues filles.

## Filmografia

### Cinema
- 1996: Secrets i mentides: Hortense Cumberbatch
- 1997: Mr. Jealousy: Lucretia
- 1998: How to Make the Cruelest Month : Christina Parks
- 1998: A Murder of Crows: Elizabeth Pope
- 2000: 28 dies: Roshanda
- 2000: Un estat tot per viure: Veronica
- 2000: The Cell: Dr. Miriam Kent
- 2001: Spy Game: Gladys Jennip
- 2006: Jam: Lorena
- 2008: City of Ember: A la recerca de la llum (City of Ember): Clary
- 2010: Takers: Naomi
- 2011: Violeta & Daisy: Iris
- 2011: 360: Fran
- 2012: De les seves pròpies ales: Olivia Lopez
- 2014: RoboCop: Karen Dean
- 2014: Al límit de l'endemà (Edge of Tomorrow): Dr. Whittle
- 2015: Cake
- 2018: Peter Rabitt: El manager general

### Televisió
- 1994: Cracker (temporada 2, episodi 8): Marcia Reid
- 1999: The Murder of Stephen Lawrence de Paul Greengrass, film inspirat en un fet real: Doreen Lawrence
- 2002 - 2009: Without a Trace: Vivian Johnson
- 2010: Secrets in the Walls: Bella
- 2011: Harry's Law (temporada 2, episodis 7 i 12): Jutgessa Patricia Seabrook
- 2011: Sons of Anarchy (temporada 4, episodi 3): Vivica
- 2012: Private Practice (temporada 6, episodi 3 i 8): Gabi Rivera
- 2014: Believe
- 2014: Broadchurch (temporada 2): Sharon Bishop
- 2015 - 2017: Blindspot: Bethany Mayfair
- 2017: Training Day: Joy Lockhart
- 2017: How to Get Away with Murder (temporada 4): Virginia Cross
- 2018: Homecoming: Gloria

## Música de pel·lícula
- Marianne Jean-Baptiste ha compost la música del film Dues filles d'avui, de Mike Leigh

## Premis i nominacions
Per a Secrets i Mentides, Marianne Jean-Baptiste ha estat candidata als Oscars, als Premis Globus d'Or i als Premis British Academy, i esdevé la primera actriu negra britànica nomenada als Oscars 1996 per al millor paper secundari.